# نيو جيو بوكيت كولر

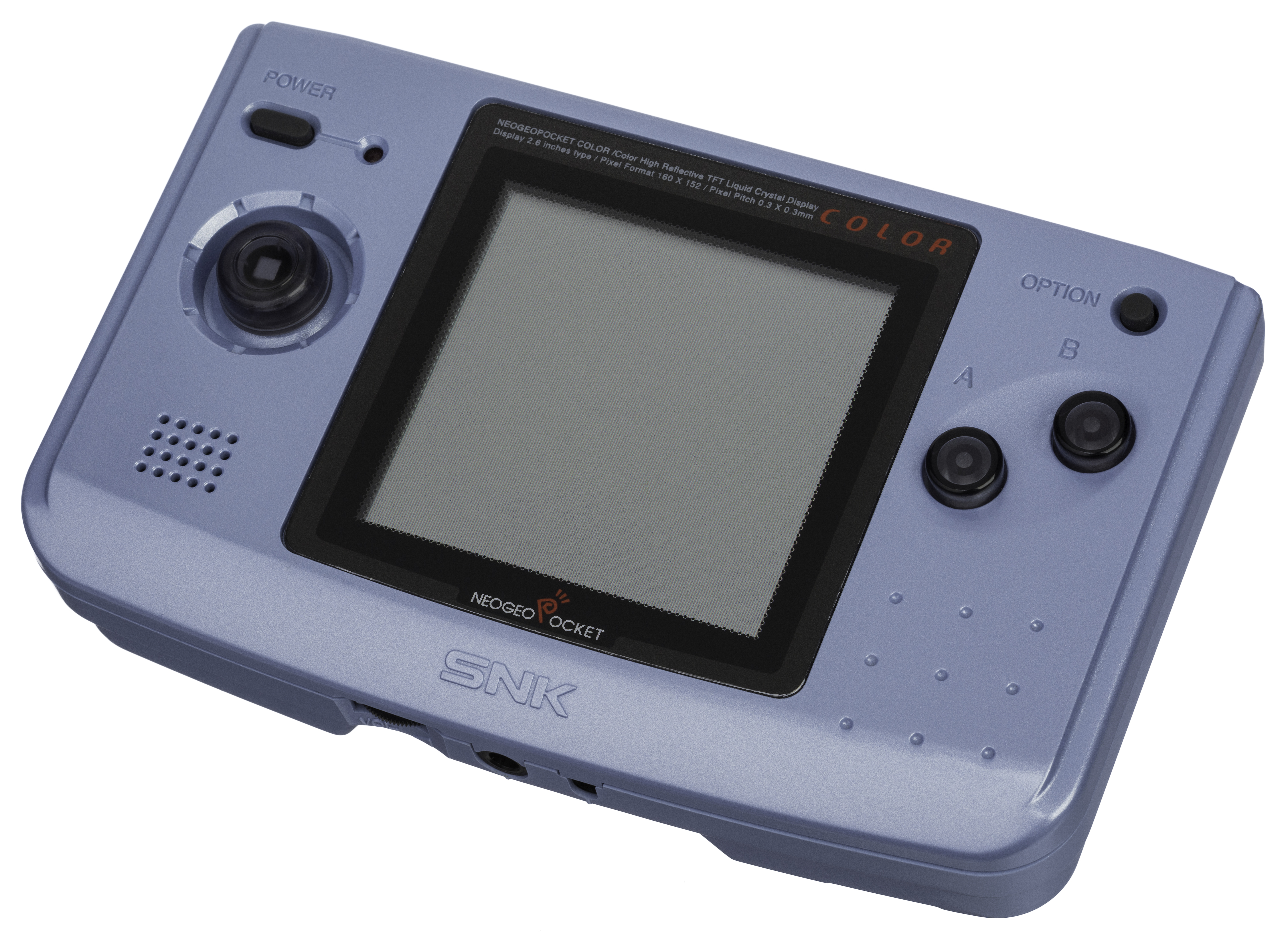
جهاز نيو جيو بوكيت كولر المحمول

نيو جيو بوكيت كولر (بالإنجليزية: Neo Geo Pocket Color)‏ ، هو ثاني جهاز المحمول الذي أنتجته شركة إس إن كاي اليابانية سنة 1999م ، صدر في اليابان بتاريخ 16 مارس سنة 1999م ، وأمريكا الشمالية بتاريخ 6 أغسطس من نفس السنة ، وصدر في أوروبا بتاريخ 1 أكتوبر ، وكان سعر اللعبة 69.95 دولاراً أمريكياً ، وفي سنة 2000م أوقف تصدير اللعبة إلى أمريكا الشمالية وأوروبا ثم اليابان سنة 2001م.